# Табу (фільм, 1999)
«Табу́» (яп. 御法度, Гохатто)(яп. 御法度 Гохатто) — останній кінофільм режисера Нагіси Осіми, що вийшов на екрани в 1999 році. Фільм розповідає про життя в тренувальному таборі самураїв в кінці самурайської ери (1860-ті роки), зокрема, показує одностатеві стосунки згідно традиції сюдо.

## Сюжет
На початку фільму молодий і красивий юнак Содзабуро вступає в Сінсенгумі, елітний підрозділ поліції під керівництвом Кондо Ісамі, який прагне захищати сьогунат від бунтівників. Він безстрашний і вміло управляється з мечем. Але його зовнішність зачаровує всіх інших учасників групи і змушує їх боротися між собою за прихильність Кано.

## В ролях
- Кітано Такесі — Командир Тосідзо Хідзіката
- Рюхей Мацуда — Кано Содзабуро
- Сіндзі Такеда — Капітан Содзі Окіта
- Асано Таданобу — Хедзо Тасіро
- Еіті Сай — Командир Кондо Ісамі
- Дзіро Сакагамі — Гендзабуро Іноуе
- Кодзі Матоба — Сугано Хейбей
- Маса Томідзу — Інспектор Сусуму Ямадзакі

## Нагороди та номінації
- 2000 — Участь в основному конкурсі Каннського кінофестивалю.
- 2000 — Премія Японської кіноакадемії найкращому новачкові року (Рюхей Мацуда), а також 9 номінацій: найкращий фільм, режисер, сценарій (обидва — Нагіса Осіма), актор другого плану (Шінджі Такеда), операторська робота (Тойоміті Куріта), робота художника (Есінобу Нісіока), монтаж (Томоє Осіма), звук (Куніо Андо), освітлення.
- 2000 — 4 премії «Блакитна стрічка»: найкращий фільм, режисер (обидва — Нагіса Осима), дебютант (Рюхей Мацуда), актор другого плану (Шінджі Такеда).
- 2001 — Приз журналу «Кінема Дзюмпо» за найкращий акторський дебют (Рюхей Мацуда).
- 2001 — Кінопремія «Майніті» в номінаціях «найкращий актор» (Таданобу Асано) і «найкращий новий талант» (Рюхей Мацуда).
- 2001 — Приз найкращому новому таланту (Рюхей Мацуда) на кінофестивалі в Йокогамі.